# Guyencourt-Saulcourt
Guyencourt-Saulcourt település Franciaországban, Somme megyében. Lakosainak száma 144 fő (2022. január 1.).

## Fekvése
Guyencourt-Saulcourt Épehy, Heudicourt, Liéramont, Longavesnes és Villers-Faucon községekkel határos.

## Népesség
A település népességének változása:
| Lakosok száma | 145  | 145  | 146  | 140  | 140  | 142  | 142  | 143  | 144  |
|               | 2013 | 2015 | 2016 | 2017 | 2018 | 2019 | 2020 | 2021 | 2022 |